# Burg Saaleck
Die Burg Saaleck liegt wenige hundert Meter entfernt von der Rudelsburg stromaufwärts der Saale oberhalb Saaleck im Burgenlandkreis in Sachsen-Anhalt. Die Höhenburg ist nur noch als Ruine erhalten und als Ausflugsziel beliebt. Sie liegt an der Straße der Romanik.

## Beschreibung
Die Burg liegt auf einem dachförmigen, nach Westen vorspringenden Muschelkalkrücken unmittelbar südlich der Ortschaft Saaleck auf etwa 172 m ü. NN. Das charakteristische Bild der Burg wird durch die beiden weithin sichtbaren runden Bergfriede gebildet, deren Mauerstärke etwa zwei Meter beträgt und die jeweils knapp 23 Meter hoch sind. Im Mauerwerk des besteigbaren Westturms befinden sich eine mittelalterliche Abortanlage und ein Kamin, die das bewohnbare Geschoss bezeichnen. Die Treppe und die Aussichtsplattform wurden erst Anfang des 20. Jahrhunderts eingebaut. Die ursprünglich vorhandene Turmspitze wurde nicht wieder erneuert, um auf der Plattform mehr Platz für Besucher zu schaffen. Der Ostturm diente früher als Wehrturm und war unbewohnt.
Die Kernburg war einst von einer inneren und äußeren Wehrmauer umschlossen. An der inneren Mauer sind die Reste mehrerer Wohnbauten erhalten. An den beiden Schmalseiten der umlaufenden Terrasse wurde jeweils ein Graben mit vorgelegtem Wall angelegt. Auf der der Rudelsburg zugewandten Ostseite des Bergsporns sind weitere Halsgräben mit Wällen vorgelagert.
Vergleichbare Burganlagen mit zwei runden Bergfrieden sind Münzenberg, Hohandlau, Botenlaube, Kohren und Thurant.

## Geschichte und Baugeschichte

### Die Burg im Mittelalter und der frühen Neuzeit
Bauherren der Anfang des 12. Jahrhunderts entstandenen Burg waren vermutlich die Markgrafen von Meißen, welche die Burg Saaleck als eine Gegengründung zur benachbarten bischöflichen Rudelsburg errichten ließen. Im Jahr 1140 werden mit Hermannus advocatus de Salek erstmals die Edelfreien von Saaleck urkundlich genannt, die in der Folgezeit sowohl im Gefolge des Naumburger Bischofs als auch des Landgrafen von Thüringen und des Markgrafen von Meißen erscheinen. Um 1220 gelangte die Burg an die Schenken von Vargula. Im Gedächtnis der Nachwelt ist Rudolf II. (1193–1263), landgräflicher Schenk und Herr von Saaleck besonders bekannt, weil er am Hof Hermanns I. diente und Ludwig IV. als Kreuzritter nach Otranto folgte. 1344 veräußerten die Schenken von Saaleck die Burg mit ihrem Besitz an die Naumburger Bischöfe, welche aus dem Gebiet das zum Hochstift Naumburg gehörige Amt Saaleck bildeten. Rudolf Schenk von Saaleck-Nebra war Bischof (1352–1359) von Naumburg. 1396 verpfändet der Naumburger Bischof die Burg an die Schenken von Saaleck zurück. 1523 wurde die Kernburg von Saaleck aufgegeben und die Amtsgeschäfte aus der Vorburg erledigt. Burg und Amt Saaleck kamen 1544 an das Amt Naumburg. Nach dem Übergang von Burg und Amt Saaleck mit dem Vorwerk Stendorf an den albertinischen Kurfürsten August I. von Sachsen als Administrator im Jahr 1564, war die Burg Saaleck noch bis 1585 Wohnsitz eines Amtmanns. Nachdem er in das zur Burg gehörende Vorwerk Stendorf zog, wurde dieses zum Rittergut erhoben, während die herrenlose Burg verfiel. Bis um 1800 diente sie als Steinbruch für die Bauern der umliegenden Ortschaften.
Die Türme und Teile der äußeren Umfassungsmauer dürften noch aus dem späten 12. Jahrhundert stammen. Deutlich wird dies insbesondere bei dem Westturm, der aufgrund der sorgfältigen Steinbearbeitung und Ausstattung mit Kamin und Abort in diese Zeit zu datieren ist. Auch der Ostturm ist im Kern noch romanisch, wurde aber etwa ab Oberkante der ehemaligen Ringmauern in gotischer Zeit neu errichtet bzw. wurde zumindest seine Außenhaut erneuert. Bislang kaum erforscht sind die umfangreichen Außenanlagen, von denen nur noch geringe Mauerspuren erkennbar sind, die auch das Dorf Saaleck mit Mauer und Graben umfasst hatten.

### Burgenromantik des 19. Jahrhunderts

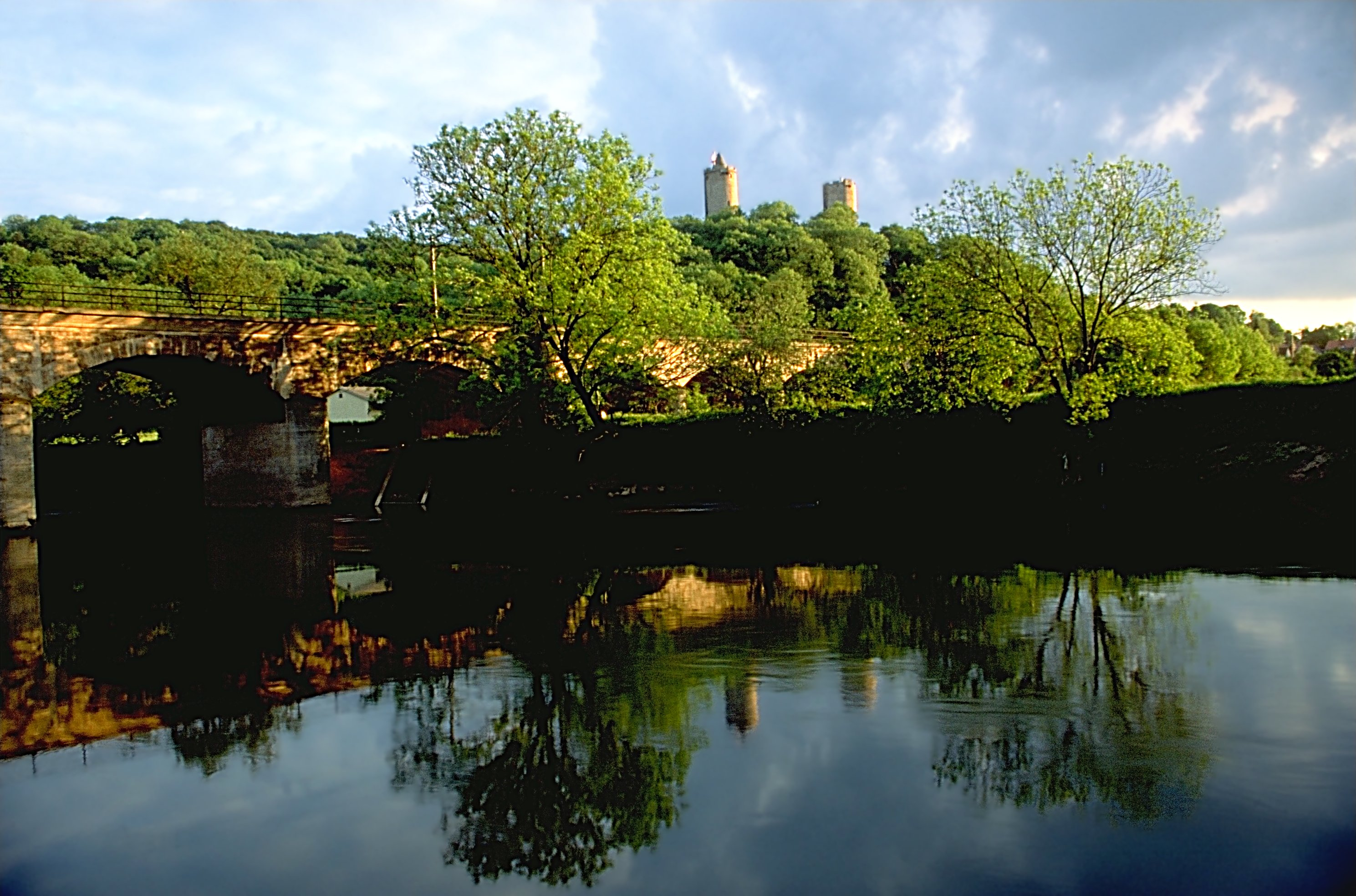
Burg Saaleck

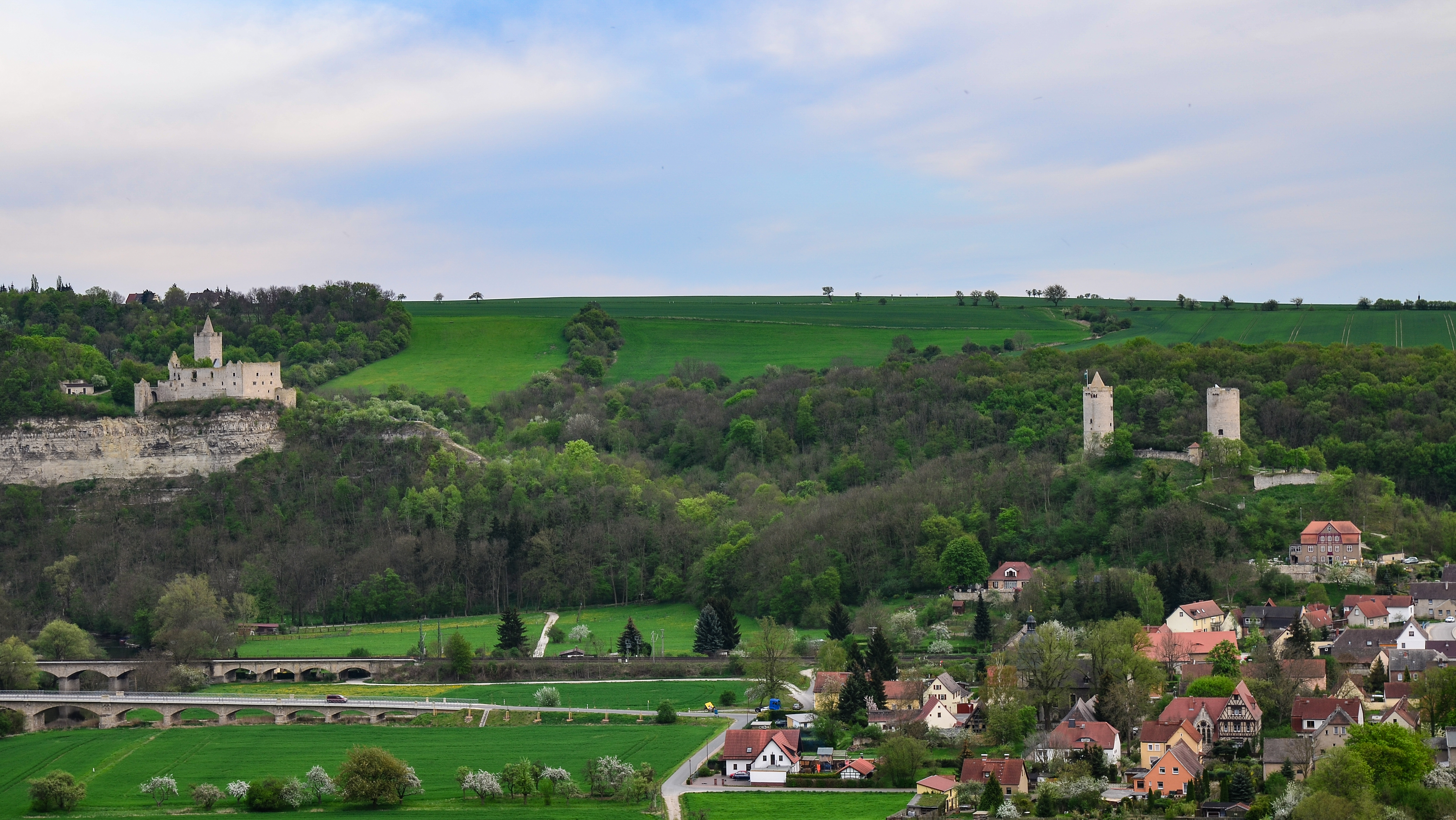
Rudelsburg und Burg Saaleck

Um 1804	erfolgte der Verkauf des Ritterguts Stendorf mit der Burgruine an die Großgrundbesitzer der Freiherren von Feilitzsch, denen Gut und Burg bis zur Bodenreform in der Sowjetischen Besatzungszone (SBZ) 1945 gehörten. Nach dem Beschluss des Wiener Kongresses im Jahr 1815 kam die Burg Saaleck an das Königreich Preußen und 1818 an den neu gebildeten Kreis Naumburg im Regierungsbezirk Merseburg der Provinz Sachsen.
Seit der Mitte des 19. Jahrhunderts besingt das von Hermann Allmers gedichtete Studentenlied Dort Saaleck, hier die Rudelsburg die romantische Landschaft des Saaletales mit den beiden benachbarten Burgen.
Bei archäologischen Ausgrabungen im Jahre 1930 wurde der Brunnen der Burg entdeckt, aber eine Klärung der mittelalterlichen Bauzusammenhänge konnte nicht erzielt werden.

### Die Burg zur Zeit der Weimarer Republik und des Nationalsozialismus
Ein Burgturm war 1922 das letzte Versteck der Mörder Walther Rathenaus, Erwin Kern und Hermann Fischer, die dort am 17. Juli 1922 entdeckt wurden. Bei der Verhaftung wurde Kern erschossen, Fischer beging Suizid. Der damalige Pächter Hans Wilhelm Stein, der ihnen Unterschlupf gewährt hatte, wurde zunächst festgenommen aber dann vom Staatsgerichtshof, allen Unstimmigkeiten zum Trotz, am 24. Oktober 1922 aus Mangel an Beweisen freigesprochen und aus der Untersuchungshaft entlassen.
Die militaristischen Verbände Stahlhelm, Bund der Frontsoldaten und Führer der Brigade Ehrhardt weihten im Bunde mit SS und SA am 17. Juli 1933 eine Gedenktafel für die von ihnen als „Helden“ Verehrten am Bergfried der Burg ein. Im Oktober desselben Jahres wurde ihnen nach „feierlichem Gottesdienst“ von Angehörigen und nationalsozialistischer Prominenz auf dem Friedhof des Ortes Saaleck ein Gedenkstein errichtet. Auf Grund zunehmender Wallfahrten rechter Gruppen wurde dieser im Jahre 2000 von der ansässigen Pastorin mit Hilfe der Bundeswehr abtransportiert und zerstört.

### Zur Geschichte und Baugeschichte
- Hansjürgen Brachmann: G 17 Bad Kösen, Kr. Naumburg (Bez. Halle). In: Joachim Herrmann (Hrsg.): Archäologie in der Deutschen Demokratischen Republik. Denkmale und Funde, Urania-Verlag, Leipzig 1989, ISBN 3-332-00308-9; Lizenzproduktion Theiss-Verlag, Stuttgart 1989, ISBN 3-8062-0531-0, S. 815 f.
- Reinhard Schmitt: Zum Stand der Bergfriedforschung in Sachsen-Anhalt. In: Burgenforschung aus Sachsen 3/4, 1994, S. 143–178.
- Reinhard Schmitt: Bad Kösen. Rudelsburg, Saaleck, Romanisches Haus (Große Baudenkmäler Heft 457) 3. Auflage, München/Berlin 1996, S. 2–15.
- Reinhard Schmitt: Burgen des hohen Mittelalters an der unteren Unstrut und um Naumburg. Zum Stand der Forschung. In: Burgen um Freyburg und Naumburg. Burgen und Schlösser in Sachsen-Anhalt Sonderheft. Halle/Saale 1996, S. 6–48, hierzu S. 18 f.
- Reinhard Schmitt: Burg Saaleck, Burgenlandkreis. Zur Geschichte und Baugeschichte. In: Burgen und Schlösser in Sachsen-Anhalt Bd. 15, 2006, ISSN 0944-4157, S. 6–56.
- Gerd Strickhausen: Burgen der Ludowinger in Thüringen, Hessen und dem Rheinland: Studien zu Architektur und Landesherrschaft im Hochmittelalter. (Quellen und Forschungen zur hessischen Geschichte Bd. 109.) Darmstadt [u. a.]: Selbstverlag der Hessischen Historischen Kommission, Darmstadt u. a. 1998, ISBN 3-88443-061-0, S. 238 f. (Strickhausen nimmt einen Bau der Burg erst nach 1225 an, was angesichts der erhaltenen Bausubstanz zu spät datiert ist, vgl. R. Schmitt).

### Zur Geschichte des 19. und 20. Jahrhunderts
- Kai Agthe: „Und ein Lied streicht durch die Hallen …“. Burgen-Romantik am Beispiel von Rudelsburg und Saaleck. In: Palmbaum. Literarisches Journal aus Thüringen Bd. 10 Hf. 2, 2002, S. 7–14.
- Rüdiger Haufe: „Die Geister der Burg Saaleck“. Der „Burgherr“ Hans Wilhelm Stein im Schnittpunkt von völkischer Bewegung und Heimatbewegung. In: Rudelsburg – Saaleck – Kyffhäuser. Protokollband der wissenschaftlichen Tagungen 14. – 16. Juni 2002 in Bad Kösen und 13. – 15. Juni 2003 in Bad Frankenhausen (Deutsche Erinnerungslandschaften 1. Beiträge zur Regional- und Landeskultur Sachsen-Anhalts 32). Landesheimatbund Sachsen-Anhalt e. V., Halle/Saale 2004, ISBN 3-928466-70-4, S. 50–72.
- Jürgen John: Zeitgeschichte und Erinnerungskultur. Grundaspekte und ein Fallbeispiel: die Erinnerungslandschaft Rudelsburg-Saaleck. In: Ramona Myrrhe (Hrsg.): Geschichte als Beruf. Demokratie und Diktatur, Protestantismus und politische Kultur (Festschrift zum 65. Geburtstag von Klaus Erich Pollmann). Stekovics, Halle/Saale 2005, ISBN 3-89923-101-5, S. 121–138.
- Rüdiger Kutz: Die Rudelsburg als Symbolort der Kösener Corpsstudenten. In: Rudelsburg – Saaleck – Kyffhäuser. Protokollband der wissenschaftlichen Tagungen 14. – 16. Juni 2002 in Bad Kösen und 13. – 15. Juni 2003 in Bad Frankenhausen (Deutsche Erinnerungslandschaften 1. Beiträge zur Regional- und Landeskultur Sachsen-Anhalts 32). Landesheimatbund Sachsen-Anhalt e. V., Halle/Saale 2004, ISBN 3-928466-70-4, S. 103–125.